# Грайворон (малий ракетний корабель)
«Грайворон» — малий ракетний корабель проекту 21631 або «Буян-М», дев'ятий корабель серії.

## Назва
Корабель найменований на честь російського міста Грайворон.

## Історія будівництва
У тендері на будівництво кораблів проекту 21631 брало участь дев'ять суднобудівних підприємств. Зеленодольський суднобудівний завод (Зеленодольський ССЗ) виграв тендер 17 травня 2010 року. Контракт на будівництво кораблів було підписано 28 травня 2010 року.
10 квітня 2015 року «Грайворон» було закладено та став дев'ятим кораблем цього проекту.
До 23 березня 2020 року на Чорноморському флоті сформовано екіпаж корабля: офіцери та військовослужбовці за контрактом направлені для підготовки до Об'єднаного навчального центру ВМФ Росії у Санкт-Петербурзі.
У квітні 2020 відбувся спуск корабля на воду.
10 червня 2020 року почалися швартовні випробування корабля.
31 липня 2020 року Зеленодольський завод імені Горького відправив корабель на зовнішню здачу в Новоросійськ.
30 січня 2021 року корабель прийнятий до складу Чорноморського флоту ВМФ Росії.

## Служба
Корабель несе службу на Чорноморському флоті ЗС Росії у складі Севастопольського ордена Нахімова І ступеня бригади ракетних кораблів і катерів.

## Командири корабля
- 2023 — капітан 3-го рангу Гліб Козаков[8][9]